# نفيسة أحمد الأمين
د. نفيسة أحمد الأمين (توفيت 5 يناير 2025) هي سودانية الجنسية واحدى رائدات العمل النسوي في السودان وهي من اللائي وقفنّ ضد العادات والممارسات السالبة التي طالت المجتمع السوداني حتى نهضنّ بالمرأة وشهدت تطورها في التعليم والعمل،
النشأة
تعود اصولها إلى قرية ود رملي تبعد حوالي 75 كم من مدينة الخرطوم، شمال الخرطوم بحري
ووالدها من قبيلة الجعليين بينما امها حربيابية عبادية
ولدت وترعرعت وسط حي سوق أمدرمان شمال شرق نادي الخريجين،
درست بكلية معلمات امدرمان ومنها عملت بمدينة سنار ثم مدينة كسلا..عاكستها ظروفها الاسرية فبادرت بتقديم استقالهتا وتم رفضها ثم قامت بتقديم استقالة مسببة وبدلا من قبولها تسلمت رد بفصلها من وزارة المعارف.
ثم عملت ب مدرسة البنات الاهلية الوسطى التي تأسست في العام 1948 ومنها تطورت إلى مدارس الأهلية والتحقت بها في العام 1951م
وبعدها التقت بالكثير من رائدات العمل النسوي امثال ثريا امبابي، محاسن جيلاني وفاطمة احمد ابراهيم ستنا بدري وأخريات بعد ذلك اتفقن على ضرورة نشأة جسم نسائي يكفل لهن حقوقهن في التعليم والعمل

## حياتها
عاشت أصعب فترة في حياتها عندما كان زوجها مريضا واولادها صغار في السن..وبعد وفاته كانت تعمل حتى وفي فترة العدة الشهرية وذلك حتى لايتوقف سير العمل
انتبهت باكرا للتفرقة في المعاملة بين المرأة والرجل وذلك من خلال ملاحظاتها في منطقة ود رملي حيث تعمل النساء في اجواء عمل شاقة وبالرغم من ذلك يجد الرجل كافة أنواع التدليل.
وأكثر مازاد انتباهتها..هي وفاة بنت عمها وهي تصارع الام الولادة عن طريق (داية الحبل) وهي نوع من أنواع الولادة التقليدية كانت تمارس في السابق إلى ان نقلت عبر اللوري إلى الخرطوم ومان وصلت فارقت الحياة
ومما أضاف إلى بذرة وعيها أيضا نشأتها جوار نادي الخريجين
ثم أن الاختلافات التي عاشتها نفيسة في بواكير عمرها في المقارنة بين مسقط رأسها ود رملي ومكان نشأتها في امدرمان جعلها تطالب بكافة الحقوق والمساواة بين المجتمعات وأيضاً المساواة بين الرجل والمرأة وهذا ماعانت فيه عندما كانت تذهب إلى الإجازات في القرية وكانت هنالك إحدى الأهازيج تقول: بلدنا بلدنا أم درمان أحلى بلدة في السودان فيها مدارس للصبيان كهربا نورا بلا دخان الطرماي للكسران شارع الزلط للعميان، فأستوقفتها كلمة (فيها مدارس للصبيان) وتساءلت لماذا مدارس للصبيان وليس للفتيات وحتى الصبيان في ود رملي ليس لهم مدارس بل يذهبون للدراسة في مدارس منطقة مجاورة تسمى الجيلي

## أبنة النور
يقال أن الأغنية التي كانت تعبر عن صوت المرأة السودانية والتي تم تأليفها وتلحينها وغناؤها بصوت الفنان عبد الكريم الكابلي ترمز للأستاذة نفيسة أحمد الأمين والتي يقال لها (أبنة النور) ودائماً ما يتم بث هذه الأغنية تزامناً مع أحتفالات المرأة السودانية والأعياد الوطنية وتقول بعض كلمات هذه الأغنية
أي صوت زار بلأمس خيالي..
طاف بالقلب وغني للكمال..
أذاع الطهر في دينا الجمال..
إنه صوتي أنا.. زاده العلم سنا.
. إنه صوتي أنا أبنة النور أنا..
أو تدري من أنا.. أنا أم اليوم أسباب الهنا

## العمل العام
تعد نفيسة أحمد الأمين" إحدى مؤسسات الاتحاد النسائي السوداني..
وفي العام 1971م كانت أول سودانية تعمل في قمة جهاز تنفيذي نائبة لوزير الشباب
وهي أول امرأة يتم تعيينها في المكتب السياسي في فترة مايو (حكم الرئيس جعفر محمد نميري)
قررت نفيسة" التي قررت بعد رحيل نظام (مايو) في العام 1985
أن تمارس العمل السياسي دون الانتماء إلى أي حزب.
سافرت إلى لندن وكانت من المؤسسات ورئيسة (جمعية النساء السودانيات بالمملكة المتحدة)

## نشأة الاتحاد النسائي السوداني
وفي 17 يناير 1952م بدأت اللحظات الأولى لنشأة الاتحاد وذلك داخل منزل مكي عثمان ازرق وكان ميلاده في يوم 31 يناير 1952م بمدرسة المليك وأسهمت نفيسة احمد الامين وأخريات في نشأة الاتحاد النسائي والذي بدأ برابطة تضم مجموعة من الفتيات المثقفات في السودان، وتلتها بعد ذلك عدد من الجمعيات الصغيرة، ولكن الاتحاد النسائي كان هو التنظيم الأول وذلك من أجل تأكيد حقوق المرأة الاجتماعية والثقافية والاقتصادية
ومنها أصبحت له عدة فروع في عدد من المدن والأحياء وشارك في وضع دستور السودان ومع قبل ذلك كان قد لعب دوراً هاماً في استقلال السودان